# 1754 en science
| Années de la science : 1751 - 1752 - 1753 - 1754 - 1755 - 1756 - 1757    |
| Décennies de la science : 1720 - 1730 - 1740 - 1750 - 1760 - 1770 - 1780 |

Cet article présente les faits marquants de l'année 1754 en science.

## Événements

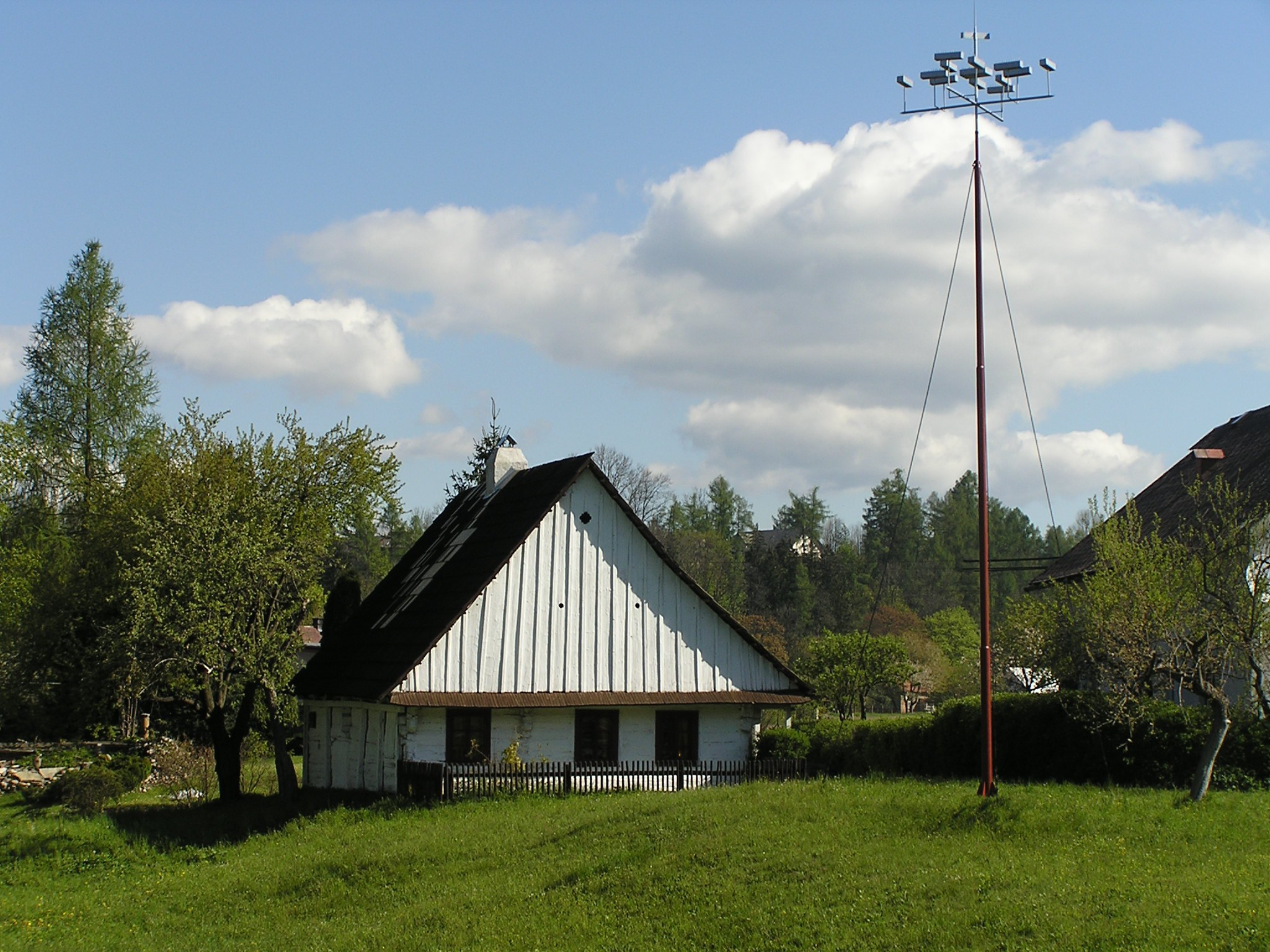
Paratonnerre de la maison du Père Divisch à Přímětice.

- 15 juin : le père jésuite de Bohême Procopius Divisch fait édifier au prieuré de Přímětice une machine météorologique, considérée comme le premier paratonnerre installé en Europe[1]. Il est frappé par la foudre le 10 juillet 1754[2].
- 5 novembre : Antonio Genovesi occupe à Naples la première chaire européenne d’économie politique[3].
- 20 novembre : l'horloger suisse Ferdinand Berthoud dépose un paquet (sic) cacheté à l'Académie des sciences contenant « la description d'une machine propre à mesurer le temps en mer »[4].
- 18 décembre : l'horloger Pierre Le Roy dépose à son tour un pli cacheté à l'Académie des sciences contenant « la description d'une nouvelle horloge propre pour l'usage de la Marine  »[4].

- Joseph Black découvre le dioxyde de carbone, un gaz qu’il dénomme air fixe[5].
- Le philosophe allemand Emmanuel Kant, en réponse à un concours de l'Académie de Berlin sur la pérennité du mouvement de la Terre présidé par Maupertuis, postule que le frottement des marées est capable de ralentir la rotation de la Terre[6].

## Publications
- Albert Brahms : Rudiments en construction de digues et en ingénierie hydraulique (titre original allemand : Anfangsgründe der Deich- und Wasserbaukunst) qui décrit les techniques de base et de la construction de digues et d’aménagement de rivière[7].
- Philippe Buache : Atlas physique[8].
- Joshua Kirby : Dr. Brook Taylor's Method of Perspective made Easy both in Theory and Practice, pamphlet contenant la gravure de William Hogarth Satire on False Perspective (en).
- Charles Bonnet, Recherches sur l'usage des feuilles dans les plantes, Göttinguen et Leyde, Élie Luzac fils, 1754 (présentation en ligne).
- Charles Bonnet, Essais de psychologie, Londres (Leyde), Élie Luzac, 1754 (présentation en ligne).
- Isaac Newton, An Historical Account of Two Notable Corruptions of Scripture, posthume.

## Prix
- Médailles de la Royal Society
  - Médaille Copley : William Lewis

## Naissances

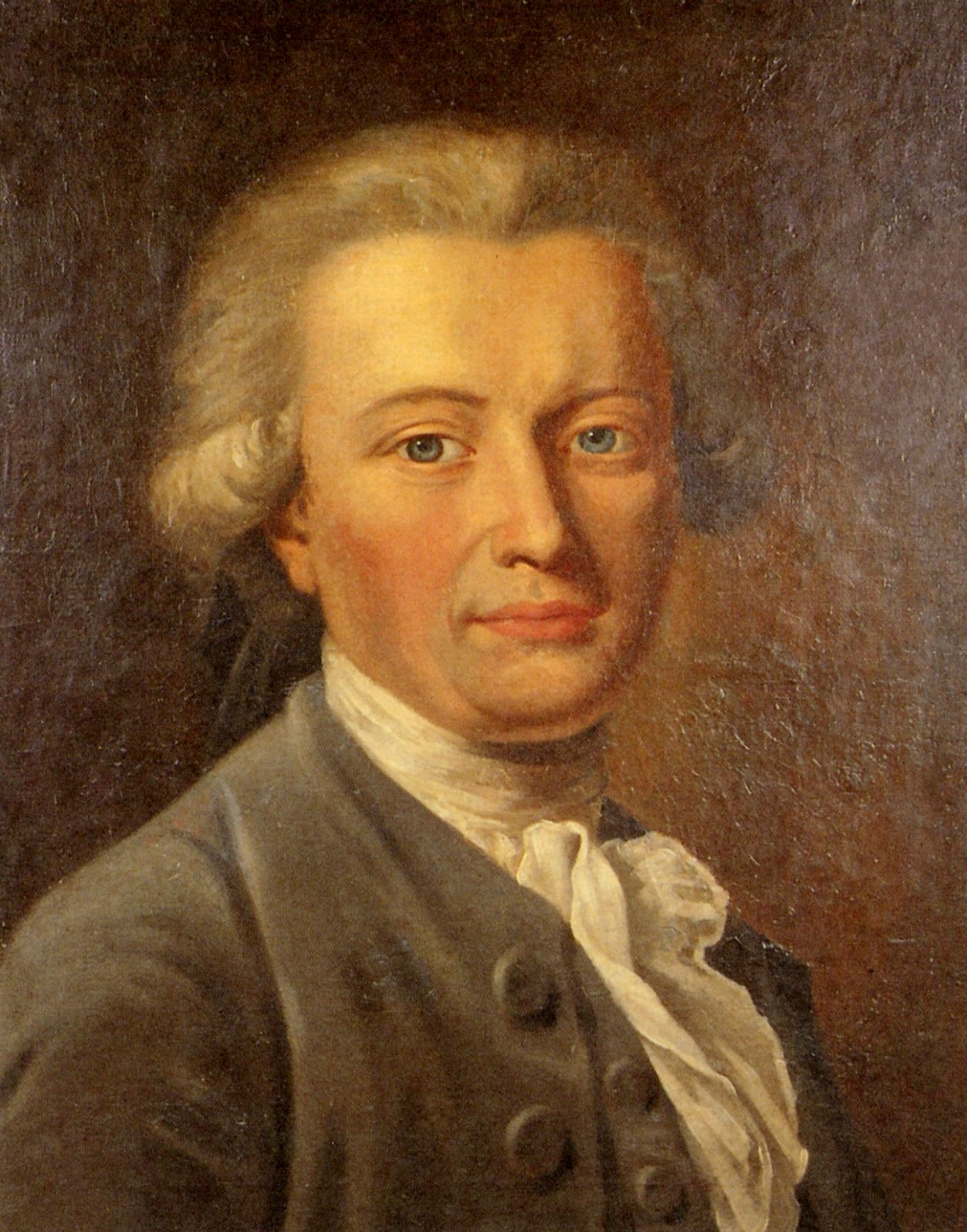
Portrait de Georg Forster par Johann Heinrich Wilhelm Tischbein.

- 10 janvier : Attilio Zuccagni (mort en 1807), médecin, naturaliste et botaniste italien.
- 17 février : Nicolas Baudin (mort en 1803), explorateur français.
- 23 mars : Jurij Vega (mort en 1802), mathématicien, physicien et officier d'artillerie slovène.
- 22 avril : José Antonio Pavón (mort en 1840), botaniste espagnol.
- 28 avril[9] : Pierre-François Chabaneau (mort en 1842), chimiste français.
- 10 mai : John Sinclair (mort en 1835), agronome et statisticien écossais.
- 4 juin : Franz Xaver von Zach (mort en 1832), astronome autrichien.
- 19 juin : Jean-Baptiste Marie Charles Meusnier de La Place (mort en 1793), général de la Révolution, géomètre et ingénieur français.
- 8 août : Hipólito Ruiz López (mort en 1815), botaniste espagnol.
- 21 août : William Murdoch (mort en 1839), ingénieur et inventeur écossais.
- 15 septembre : Vittorio Fossombroni (mort en 1844), mathématicien, ingénieur, économiste, homme d'État et intellectuel italien.
- 19 septembre : Louis Claude Richard (mort en 1821), botaniste français.
- 26 septembre : Joseph Louis Proust (mort en 1826), chimiste français.
- 24 octobre : Philipp Gottfried Gaertner (mort en 1825), botaniste et pharmacien allemand.
- 27 novembre : Georg Forster (mort en 1794), naturaliste allemand.

## Décès
- 16 février : Richard Mead (né en 1673), médecin britannique.
- 9 avril : Christian Wolf (né en 1679), philosophe, juriste et mathématicien allemand.
- 15 avril : Jacopo Riccati (né en 1676), physicien et mathématicien italien.
- 27 novembre : Abraham de Moivre (né en 1667), mathématicien français.